# 인목왕후 어필 칠언시
인목왕후 어필 칠언시(仁穆王后御筆 七言詩)는 대한민국 경기도 안성시 죽산면 칠장사에 있는, 조선시대 인목왕후(仁穆王后, 1584~1632)가 큰 글자로 쓴 칠언절구의 시이다. 2010년 1월 4일 대한민국의 보물 제627호로 지정되었다.

## 개요
선조(宣祖)의 계비(繼妃)인 인목왕후(仁穆王后, 1584~1632)가 큰 글자로 쓴 칠언절구의 시이다. 종이바탕에 4행으로(각행 7자) 썼으며 근대에 족자로 장황되었다. 어필 아래에는 서예가 배길기(裵吉基)의 1966년 발문이 있다. 바탕은 보존이 양호한 편이며 다만 줄[行] 사이가 좀 더 밝다. 한편 어필 칠언시 28자의 점획 안에는 제월당(濟月堂)이란 스님의 발원문 29자가 작은 글자로 진하게 쓰여 있다. 칠장사는 인조가 반정으로 등극한 1623년에 인목왕후가 친정아버지와 아들(영창대군)의 명복을 빌기 위하여 원당(願堂)으로 삼아 중창한 사찰로 이곳에는 인목대비가 썼다는 <금광명최승왕경(金光明最勝王經) 사경>이 전래되었는데(현 동국대박물관 소장), '인목왕후 칠언시'와 서풍이 같다. 인목왕후의 글씨는 선조어필과 비슷하며 그의 딸 정명공주(貞明公主)가 따라 썼다.
이 어필을 나무판에 모각한 것(《명안공주관련유물》(明安公主關聯遺物, 보물 제1220호))과 검은비단에 금니로 모사한 것이 전하는데(국립중앙박물관, 德 2053) 모두 이 어필과 자형이 같다.
다만 모본에서는 칠언절구 28자를 3행으로 배열하고(각행 10자) 글자 사이를 조절하였다. 조선시대 열성(列聖)의 어필이 많이 모각되었는데, 이처럼 모각된 어필의 원적(原蹟)이 남아 있는 예는 매우 드물다. 특히 왕후의 글씨는 간찰체제로 자필 또는 서사상궁의 필치로는 전하고 있지만 한자 대자(大字)는 명성왕후의 예필을 빼면 현재로서는 '인목왕후 칠언시'외에 사례가 발견되지 않고 있다.

## 같이 보기
- 인목왕후
- 명안공주관련유물 - 보물 제1220호, 강릉 오죽헌시립박물관 소장

## 참고 자료
- 인목왕후 어필 칠언시 - 국가유산청 국가유산포털